# Gonomyia obscuriclava
Gonomyia obscuriclava är en tvåvingeart som beskrevs av Alexander 1934. Gonomyia obscuriclava ingår i släktet Gonomyia och familjen småharkrankar. Inga underarter finns listade i Catalogue of Life.